# Lepidilema maculifascia
Lepidilema maculifascia là một loài bướm đêm thuộc phân họ Arctiinae, họ Erebidae.